# Manuel José Villavieja
Manuel José Villavieja Vega (Molina de Aragón, Guadalajara, 25 de junio de 1945) es un antiguo diplomático español.
Licenciado en Filosofía y Letras, ingresó en 1978 en la carrera diplomática. Estuvo destinado en las representaciones diplomáticas españolas en Nigeria, México, Estados Unidos, Rusia y Japón. Fue delegado adjunto en la representación permanente de negociaciones sobre Medidas de Fomento de Confianza y representante permanente adjunto ante la Organización para la Seguridad y Cooperación Europea, con sede en Viena. En 2000 fue nombrado cónsul general de España en la ciudad argentina de Córdoba y desde 2004 desempeñó la segunda jefatura en la embajada de España en China.
El Consejo de Ministros del 22 de diciembre de 2006 aprobó un Real Decreto por el que se creó la Misión Diplomática Permanente de España en Cabo Verde, con sede en Praia; dos meses más tarde designaron a Manuel José Villavieja como el primer embajador en dirigir la delegación española en el país caboverdiano, hasta su cese en diciembre de 2010.